# Dol pri Ljubljani
 Dol pri Ljubljani  est une commune située dans la région du Basse-Carniole au centre de la Slovénie.

## Géographie
La commune est située à environ 10 km au nord-est de la capitale Ljubljana. Dol pri Ljubljani est traversée par la rivière Save.

### Villages
Les villages qui composent la commune sont Beričevo, Brinje, Dol pri Ljubljani, Dolsko, Kamnica, Kleče pri Dolu, Klopce, Križevska vas, Laze pri Dolskem, Osredke, Petelinje, Podgora pri Dolskem, Senožeti, Videm, Vinje, Vrh pri Dolskem, Zaboršt pri Dolu, Zagorica pri Dolskem et Zajelše.

## Démographie
Entre 1999 et 2021, la population de la commune a régulièrement augmenté pour dépasser les 6 000 habitants,.
Évolution démographique
| 1999  | 2000  | 2001  | 2002  | 2003  | 2004  | 2005  | 2006  | 2007  |
| ----- | ----- | ----- | ----- | ----- | ----- | ----- | ----- | ----- |
| 4 128 | 4 205 | 4 316 | 4 370 | 4 423 | 4 529 | 4 694 | 4 807 | 5 011 |
| 2008  | 2009  | 2010  | 2011  | 2012  | 2013  | 2014  | 2015  | 2016  |
| 5 172 | 5 235 | 5 342 | 5 458 | 5 558 | 5 666 | 5 777 | 5 861 | 5 934 |
| 2017  | 2018  | 2019  | 2020  | 2021  |       |       |       |       |
| 5 961 | 6 008 | 6 218 | 6 310 | 6 378 |       |       |       |       |